# واکر پرسی
واکر پرسی (انگلیسی: Walker Percy; ۲۸ مهٔ ۱۹۱۶ – ۱۰ مهٔ ۱۹۹۰) یک نویسنده، پدیدآور، و رمان‌نویس اهل ایالات متحده آمریکا بود. او که فلسفه و نشانه‌شناسی از علائقش بود، به خاطر رمان‌های فلسفی که داستان اغلبشان در نیواورلئان، لوئیزیانا می‌گذشت، شهرت یافت. نوشته‌های او آمیزه‌ای از پرسش‌های هستی‌شناختی، حساسیت اهالی جنوب آمریکا و مذهب کاتولیک است.